# بيرسي بولت
بيرسي بولت (بالإنجليزية: Percy Bolt)‏ هو لاعب دوري الرغبي أسترالي، ولد في 1885 في سيدني في أستراليا، وتوفي في 1953 في Stanmore, New South Wales ‏ في أستراليا.